# 라이언 뉴전트홉킨스
라이언 재로미 노엘 뉴전트홉킨스(영어: Ryan Jarromie Noel Nugent-Hopkins, 1993년 4월 12일~)는 캐나다의 아이스하키 선수로 포지션은 센터이다. 현재 내셔널 하키 리그(NHL)의 에드먼턴 오일러스 소속으로 뛰고 있다. 2011년 NHL 드래프트에서 전체 1위로 오일러스의 지명을 받고 프로 경력을 시작했다. 2013-14 시즌부터 팀의 부주장을 맡고 있다.